# 亚古布·埃尤博夫
亚古布·阿卜杜拉奥卢·埃尤博夫（1945年11月28日—），阿塞拜疆政治人物，自2003年以来一直担任阿塞拜疆的第一副总理。

## 生平
埃尤博夫于1945年出生于明盖切维尔。他于1963年在阿塞拜疆技术大学学习，并于1964年在Sattarkhan工厂（当时的施密特中尉工厂）短暂工作，然后从1964年到1967年被征入苏联军队。1968年，在返回巴库后，他继续在阿塞拜疆技术大学学习，并于1972年获建筑工程学位。从1975年到1997年，埃尤博夫兼职担任高级教授和助理院长，在阿塞拜疆建筑与建筑大学任教。
1997年，他被任命为阿塞拜疆工业安全和矿业监督领域国家监督委员会主席。他于1999年进入政府担任副总理，任职至2003年。2003年2月13日，他被任命为第一副总理。